# وادي تغليت
يقع الوادي في خراج بلدة جويا في جنوب لبنان، يفصل بين تلّتي الحبس وقلعة شبكّة المتساويتين بالارتفاع، يمتدّ من وادي حيدرة باتجاه الشرق مع ارتفاع تدريجي واتساع حيث ينبسط في سهل المجادل، يصل عمقه عن قمة الهضبة المجاورة نحو 120 مترا، كان هذا الوادي في الماضي الطريق الأسهل وأقصر للقوافل والأفراد للانتقال إلى المناطق والقرى الواقعة شرق البلدة.
ورد ذكر تغليت في الوثائق البندقية (وثيقة جيورجي) وغيرها من الوثائق المتعلقة بالوجود الصليبي في المنطقة خلال القرنين الثاني عشر والثالث عشر الميلادي، وفي المعاهدة التي جرت بين السلطان قلاوون وأميرة صور، كانت «تغليت» في ذلك الوقت قصبة (قرية أو مزرعة) تقع بين قرى جويّا والمجادل ودبعال، في الفترة الصليبية كانت مُلك رولاندوس كونتارينوس (أمير بندقي)، كما ذكرت بعض الوثائق أسماء العمّال المتعاقدين خلال القرن الثاني عشر ميلادي: «الريس سعد، الريس مجد، مريم، محمد، هلال، عبد الرحمن، سالم....»، هذا الأمر يشير إلى أنّ وادي تغليت كان عبارة عن مزرعة فيها سكان ومنفصلة عن جويّا.